# مارشال بيرك
مارشال بيرك (بالإنجليزية: Marshall Burke)‏ (26 مارس 1959 بغلاسكو في المملكة المتحدة - ) هو لاعب كرة قدم بريطاني في مركز الوسط. لعب مع بلاكبيرن روفرز وكارديف سيتي وليدز يونايتد ونادي بيرنلي ونادي ترانمير روفرز لكرة القدم ونادي سكاربورو ولينكولن سيتي أف سي.

## وصلات خارجية
- مارشال بيرك على موقع قاعدة بيانات كرة القدم.إي يو (الإنجليزية)